# Weesen
Weesen je obec na východě Švýcarska v kantonu St. Gallen. Žije zde přibližně 1 700 obyvatel.

## Geografie
Obec se nachází na jihozápadě kantonu, poblíž hranice s kantonem Glarus, na břehu jezera Walensee. Území obce zasahuje na západě téměř až k Ziegelbrücke, ale východní část Fli již patří k obci Amden.

## Historie

Letecký pohled (1919)

Hrad z pozdní římské doby a středověká zřícenina v Altweesenu jsou zapsány na seznamu švýcarských památek národního významu.
28. srpna 1232 potvrzuje listina výměnu zboží mezi příslušníky šlechtických rodů z Kyburgu a Rapperswilu ve vesnicích Oberwesin a Niderwesin, které byly v držení Kyburgů do roku 1264, respektive Rapperwilu do roku 1283, jádro klášterní komunity „in den Wyden“, společenství laických žen neboli beguinek, které hrabě Rudolf IV. z Rapperswilu daroval v roce 1259 určité povinnosti a pozemky k vytvoření dominikánského kláštera Maria Zuflucht.
Na místě Niederweesenu vznikla v blízkosti kláštera vesnická osada, které rakouští vévodové v roce 1399 udělili právo pořádat týdenní trh. Poté, co byl Weesen v letech 1406–1436 na krátkou dobu zastaven hrabatům z Toggenburgu, byl v roce 1438 spolu s panstvím Windegg zastaven kantonům Glarus a Schwyz, členům Staré konfederace. V roce 1474 si Glarus přivlastnil celní a plavební práva Weesenu. Weesen se v roce 1529 připojil k reformaci, ale po kappelských válkách v roce 1531 byl nucen vrátit se ke katolické víře a do roku 1564 ztratil politickou autonomii. V období vlády Glarusu a Schwyzu sídlil ve Weesenu nižší rychtář, který zastupoval hofmistra panství Gaster a většinou pocházel z místních měšťanských rodin. V letech 1660–1749 to byl vždy příslušník rodu Betschartů, původem ze Schwyzu, který sídlil na hradě Halde. Přestože osada ztratila ve srovnání s habsburským obdobím politický a hospodářský význam, zůstal Weesen důležitým překladištěm zboží pro kanton Glarus a zastávkou tranzitní dopravy. V 18. století začalo městečko prudce upadat, protože stoupající hladina jezera Walensee způsobovala neustálé záplavy v důsledku zpětného vzdutí řeky Maag přes Linth. Teprve zprovoznění Linthského kanálu v roce 1816 a snížení hladiny jezera přineslo obrat k lepšímu.

## Obyvatelstvo

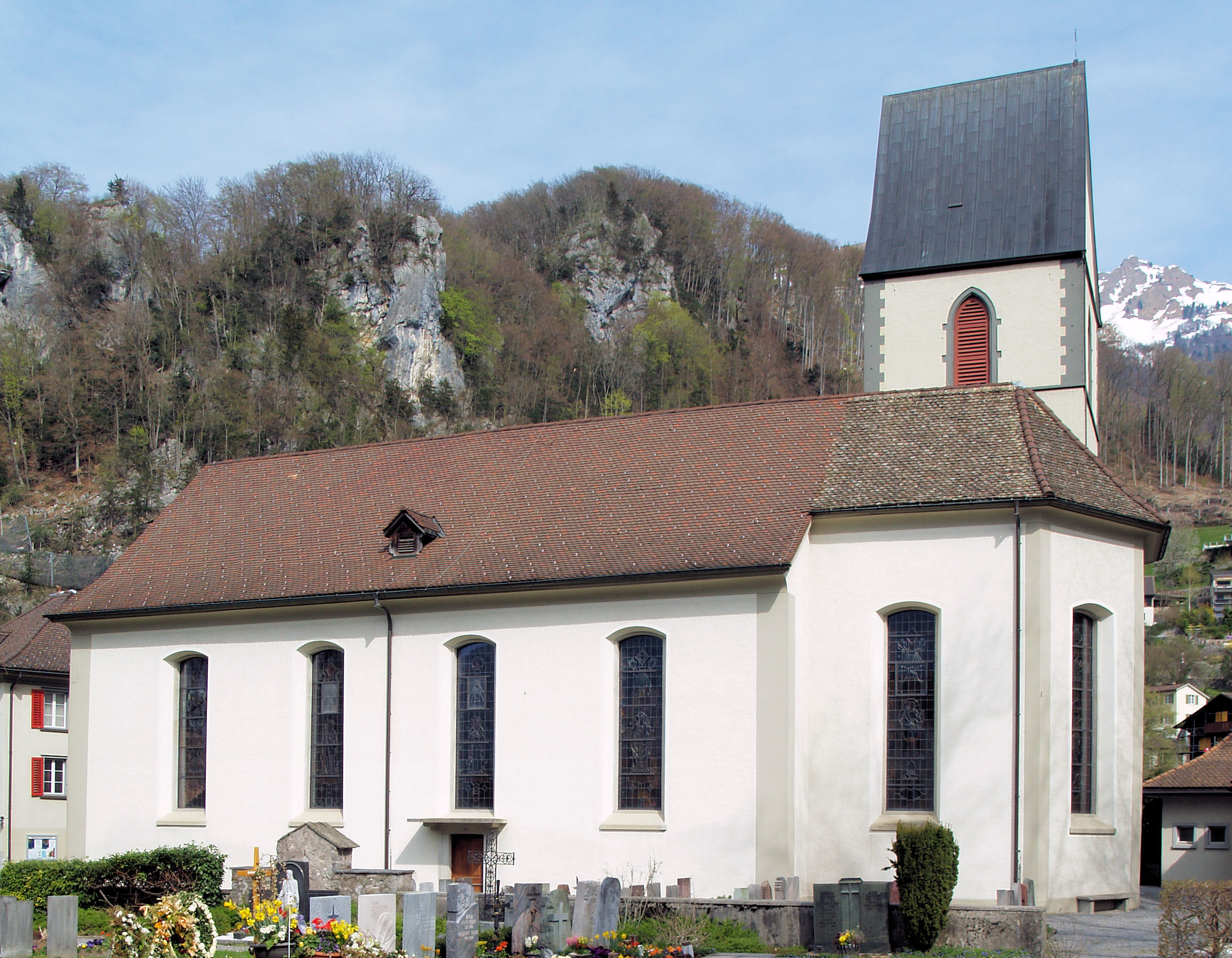
Kostel

| Vývoj počtu obyvatel | Vývoj počtu obyvatel | Vývoj počtu obyvatel | Vývoj počtu obyvatel | Vývoj počtu obyvatel | Vývoj počtu obyvatel | Vývoj počtu obyvatel | Vývoj počtu obyvatel | Vývoj počtu obyvatel |
| -------------------- | -------------------- | -------------------- | -------------------- | -------------------- | -------------------- | -------------------- | -------------------- | -------------------- |
| Rok                  | 1850                 | 1900                 | 1950                 | 1980                 | 2000                 | 2010                 | 2015                 | 2019                 |
| Počet obyvatel       | 642                  | 741                  | 1209                 | 1194                 | 1422                 | 1537                 | 1595                 | 1717                 |

## Hospodářství
Pracovní místa jsou v zemědělství, pohostinství, stavebnictví a v různých odvětvích služeb.

## Doprava
S železničním spojením v roce 1859 (otevření železniční tratě Wald – Rapperswil – Ziegelbrücke a dále do Glarusu, viz železniční trať Weesen–Linthal) se Weesen stal turisticky zajímavým. Stanice se tehdy nacházela v těsném oblouku vznikající železniční tratě Ziegelbrücke–Chur. Stanice byla později umístěna vlevo od Linthského kanálu v obci Mollis v kantonu Glarus, ale koncem roku 2013 byla uzavřena. Centrum městečka a vesnička Fli na východě jsou obsluhovány dopravní společností Weesen-Amden. Ve Weesenu se nachází přístaviště pro osobní lodě. Přes Weesen vede spojení s Amdenem po horské silnici, po které jezdí regionální veřejná autobusová doprava.

## Osobnosti
- Ulrich Zwingli (1484–1531), curyšský reformátor, žil v letech 1489–1494 v kapli pod kostelem Bühlkirche ve Weesenu.